# Bashkia e Përrenjasit
Bashkia e Përrenjasit är en kommun i Albanien.   Den ligger i Elbasan prefektur, i den centrala delen av landet, 70 kilometer öster om huvudstaden Tirana.
Trakten runt Bashkia e Përrenjasit består till största delen av jordbruksmark.  Runt Bashkia e Përrenjasit är det ganska tätbefolkat, med 75 invånare per kvadratkilometer.